# Arka
Arka là một thị trấn thuộc hạt Borsod-Abaúj-Zemplén, Hungary. Thị trấn này có diện tích 9,53 km², dân số năm 2010 là 71 người, mật độ 7 người/km².